# 라우에 방정식
막스 폰 라우에(Max von Laue)의 방정식은 회절의 3차원적 성질을 강조하는 공식이다.
Bragg의 공식은 회절을 스칼라 공식으로 표현한다. 일반적으로 결정은 3차원적인 실체이고, 가장 일반화하기 위해선, 회절빔의 방향을 나타내기 위해 전개하려는 공식은 벡터로 표현해야 한다. 간격으로 a만큼 떨어져있는 산란체의 1차원 배열을 생각해보자. 입사빔은 방향을 S0로 나타내고, 산란체의 배열선과의 각이 α0이며 회절빔의 방향이 S라고 정의하자. 경로차가 파장 hλ의 정수배가 되도록 하려면 S가 산란체의 배열선과 만드는 각 α는 다음식을 만족해야 한다.
a(cosα - cosα0) = hλ (식a)
이방정식은 축이 산란체의 열과 동심원이고 반 정각(semi-apex angle)이 α인 일련의 원추를 만족한다. 다음으로 한 축은 간격이 a만큼이고 다른 둘째 축은 간격이 b인 산란체의 2차원 망을 생각하자. 만일 각 S0와 S가 간격이 b인 열과 만드는 각이 각각 β0와 β라면, 보강간섭이 일어나기 위해선 다음 둘째 공식도 동시에 만족해야 한다.
b(cosβ - cosβ0) = kλ (식b)
여기서 k는 정수이다. 이와 유사하게 다시 셋째 방향으로 간격이 c인 3차원 산란체 배열을 고려할 때는 셋째 조건이 생긴다.
c(cosγ - cosγ0) = lλ (식c)
여기서 l은 정수이다. 위의 식(a,b,c)를 함께 모아서 Laue의 공식이라 한다.